# Treizième circonscription de la préfecture d'Osaka
La treizième circonscription de la préfecture d'Osaka (大阪府第13区, Ōsaka-fu dai-jūsan-ku) est l'une des dix-neuf circonscriptions législatives que compte la préfecture d'Osaka au Japon.

## Description géographique
La treizième circonscription de la préfecture d'Osaka correspond à la ville de Higashiōsaka.

## Députés
| Législature | Début de mandat | Fin de mandat | Député élu           | Parti politique | Parti politique |
| ----------- | --------------- | ------------- | -------------------- | --------------- | --------------- |
| 41e         | 1996            | 2000          | Akira Nishino        |                 | Shinshintō      |
| 42e         | 2000            | 2003          | Masajūrō Shiokawa    |                 | PLD             |
| 43e         | 2003            | 2005          | Akira Nishino        |                 | PLD             |
| 44e         | 2005            | 2009          | Akira Nishino        |                 | PLD             |
| 45e         | 2009            | 2012          | Akira Nishino        |                 | PLD             |
| 46e         | 2012            | 2014          | Kōichi Nishino (ja)  |                 | ARJ             |
| 47e         | 2014            | 2017          | Kōichi Munekiyo (ja) |                 | PLD             |
| 48e         | 2017            | 2021          | Kōichi Munekiyo (ja) |                 | PLD             |
| 49e         | 2021            | 2024          | Ryōhei Iwatani (ja)  |                 | Ishin           |
| 50e         | 2024            | -             | Ryōhei Iwatani (ja)  |                 | Ishin           |